# NGC 157

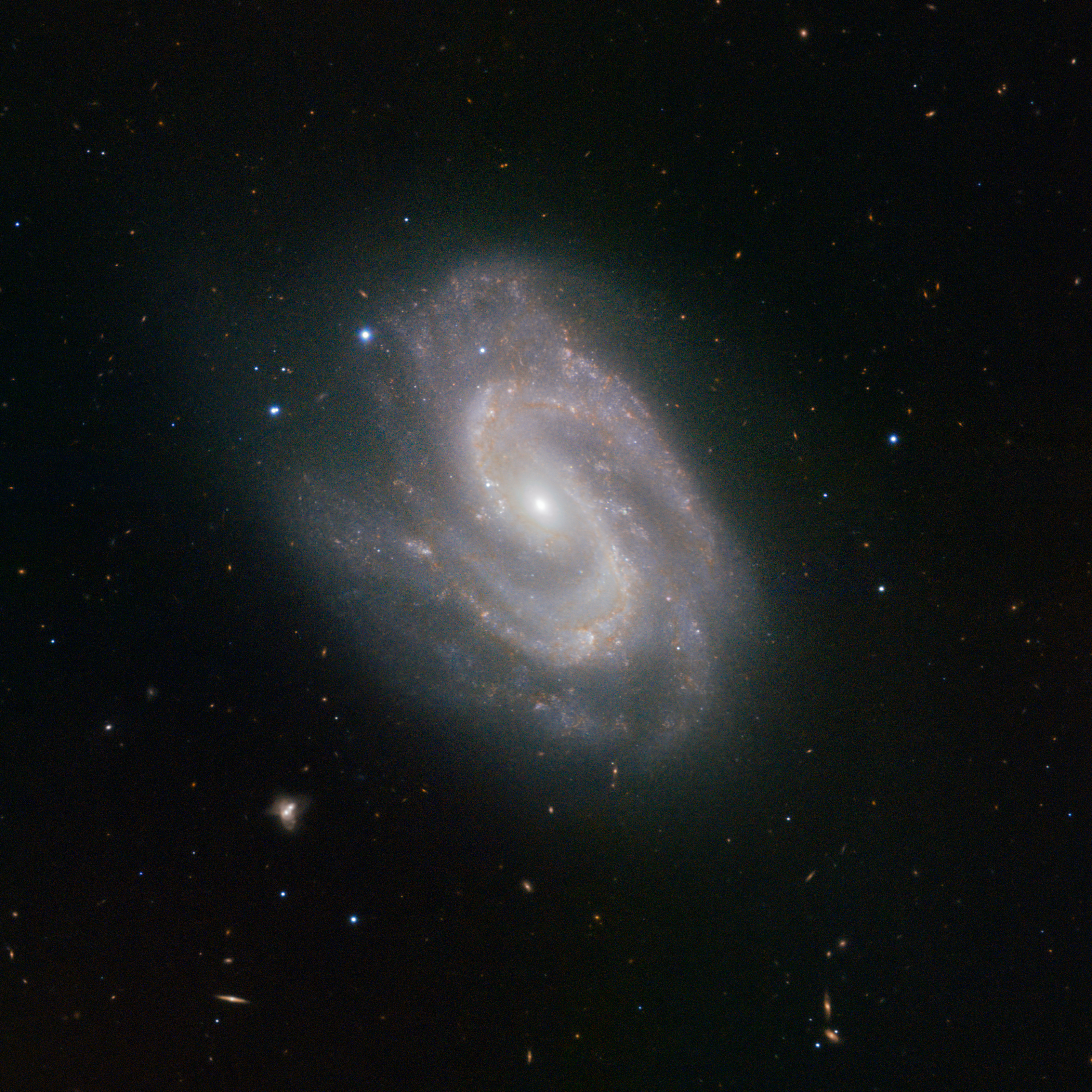
NGC 157 ripresa dallo strumento HAWK-I del VLT, ESO

NGC 157 è una galassia a spirale intermedia situata nella costellazione della Balena.
Si presenta in un telescopio rifrattore come una macchia chiara posta 3,5 gradi ad est della stella ι Ceti. La grande luminosità del suo bulbo centrale non consente di notare facilmente la barra che caratterizza le spirali della sua classe, la quale classe risulta evidente anche nella forma dei suoi bracci. In particolare il braccio a sud è quello dalla forma più irregolare, che si apre verso l'esterno, forse a causa dell'interazione con un'altra galassia. Dista dalla Via Lattea 55 milioni di anni-luce.

## Scoperta
NGC 157 è stata scoperta il 13 dicembre 1783 dall'astronomo britannico di origine tedesca William Herschel.